# Francisco José Ynduráin Muñoz
Francisco José Ynduráin Muñoz (Benavente, província de Zamora, 23 de desembre de 1940 – Madrid, 6 de juny de 2008) va ser un físic teòric espanyol. Va fundar el grup de recerca de física de partícules que posteriorment es va convertir en el departament de Física Teòrica de la Universitat Autònoma de Madrid (UAM), d'on va ser catedràtic. Membre creador del Grup Ínter universitari de Física Teòrica (GIFT), va ser un dels primers professors que van ensenyar física de partícules a la universitat espanyola abans de 1970. Era descrit pels seus col·legues com un científic que sempre va buscar l'excel·lència en la recerca.

## Vida
Fill del crític literari Francisco Ynduráin Hernández, i germà de Félix Ynduráin Muñoz, va néixer a Benavente, Zamora i va créixer a Saragossa. Després de graduar-se al col·legi San Agustín de Saragossa va obtenir la llicenciatura de matemàtiques el 1962. Es va especialitzar en física teòrica amb els professors Juan Cabrera, el seu germà Blas Cabrera i Justiniano Casas Peláez. Va fer la seva tesi doctoral, dirigit per Alberto Galindo Tixaire, sobre la definició rigorosa de hamiltonians i renormalització en alguns models de camps quàntics en interacció (model de Lee, model de Chew-Low, model de Ruijgrok-Van Hove), per la qual, el 1964, va obtenir el doctorat en física en la Universitat de Saragossa.
Mentre completava el seu doctorat, va estar com a investigador visitant al CERN i com a professor ajudant de la Universitat de Saragossa.

## Carrera professional
Ynduráin va ser professor titular en la Universitat de Saragossa fins a 1966, quan va marxar a investigar a la Universitat de Nova York. Allí va romandre dos anys, el primer amb una beca Fulbright i el segon com Associate Researcher.
En finalitzar, es va mudar a Ginebra per ser investigador al CERN fins a l'any 1970, a partir d'aquí, continu la seva relació amb el CERN, com a investigador, Investigador Sènior Associat (1976-1992) i com a membre del Comitè de Política Científica (1988-1994).
El 1970 va prendre possessió de la càtedra de física a Madrid, en la Universitat Complutense i immediatament després en la Universitat Autònoma de Madrid, on va fundar i va liderar el grup de recerca de física de partícules. Va ser director del Departament de Física Teòrica durant diversos períodes (1974-1977 i 1981-1984), degà de la Facultat de Ciències el 1975 i vicerector de Recerca del 1978 al 1980.
També va ocupar altres llocs docents com a professor visitant en diferents universitats al món:
- Universitat Central de Veneçuela a Caracas, Veneçuela (1967).
- Universitat de París-Sud 11, Paris, França (1969 i 1970).
- Universitat de Groningen, Holanda (1973).
- Universitat d'Aix-Marsella, Marsella, França (1979, 1980, 1981 i1982)
- Universitat de Michigan, Ann Arbor, Míchigan, EUA (1987, 1988, 1991, 1993, 1994, 1995, 1997 i 2001).
- Universitat Nacional de la Plata, Argentina (1994).
- Universitat de Princeton, Nova Jersey, EUA (2008).

A més, va col·laborar amb altres centres de recerca:
- Brookhaven National Laboratory (1984).
- National Institute for Nuclear Physics and High Energy Physics NIKHEF, 1997 i 2001).
- Kuwait Institute for Scientific Research (1980 i 1982).
- Centre Llatinoamericà de Física a Bogotà, Colòmbia (1985, 1986 i 1987).[3]

Ynduráin va ser membre fundador de la Societat Espanyola de Física, de la Reial Acadèmia de Ciències Exactes i Naturals d'Espanya, on va ser president de la secció Física i Química de 2002 a 2006, de la Societat Americana de Física i del comitè d'energia de l'Academia Europaea. També va ser membre fundador de la Societat Europea de Física i va pertànyer al Comitè de Política Científica del Laboratori Europeu de Física de Partícules (CERN), a més de ser acadèmic numerari de la Reial Acadèmia de Ciències i secretari de l'Institut d'Espanya. En el 2004 va ser nomenat secretari general de l'Institut d'Espanya.

## Premis més destacats
La seva labor científica ha rebut diverses distincions honorífiques i premis:
- Membre honorari del Centre Internacional de Física, Trieste, 1976;
- Cavalliere Ufficiale nell'Ordine al Merito de la República d'Itàlia (1986);
- Premi a l'Excel·lència Científica de la Reial Acadèmia Espanyola de Ciències, 1990;
- Membre electe de l'Acadèmia Europea, 1995.
- Membre del World Innovation Foundation.[6]
- Medalla d'or per l'excel·lència científica de la Reial Societat Espanyola de Física, 2003.

## Llibres i Articles seleccionats
Investigador de prestigi internacional, va ser un dels màxims experts mundials en Cromodinámica Quàntica (QCD), la teoria de la interacció forta de les partícules elementals responsable de les forces nuclears que permeten l'existència del nucli atòmic.
Va publicar el llibre de referència en universitats europees The theory of quark and gluon interactions (La teoria de les interaccions del quark i el gluon), 4a edició; així com Quantum Chromodynamics, 2a edició; Mecánica Cuántica, 2a edició; Mecánica Cuántica Relativista, Alianza, i edició anglesa ampliada: "Relativistic Quàntum Mechanics and Introduction to Field Theory", Springer 1996.
També va escriure alguns llibres de divulgació: Quién anda ahí?, Ed. Debate, 1997 (Premi La Golondriz” 1998 a l'humor intel·ligent); Electrones, neutrinos y quarks, 2a edició; Los desafíos de la ciencia. A més ha publicat més de 200 articles, dels quals hom pot destacar:
- Second Order Contributions to the Structure Functions in Deep Inelastic Scattering. 1. Theoretical Calculations. Antonio González-Arroyo, C. López, F.J. Yndurain (Madrid, Autónoma U.). 1979. Published in Nucl.Phys.B153:161-186,1979.
- Light Quark Masses in Quantum Chromodynamics and Chiral Symmetry Breaking. C. Becchi (Genoa U.), Stephan Narison (ICTP, Trieste), E. de Rafael, F.J. Yndurain (CERN). CERN-TH-2920, Aug 1980. 42pp. Published in Z.Phys.C8:335,1981.
- The Hadronic contributions to the anomalous magnetic moment of the muon. J.F. de Troconiz, F.J. Yndurain (Madrid, Autónoma U.). FTUAM-04-02, Feb 2004. 22pp. Published in Phys.Rev.D71:073008,2005. e-Print: hep-ph/0402285
- Rigorous QCD evaluation of spectrum and ground state properties of heavy q anti-q systems: With a precision determination of m(b) M(eta(b)). S. Titard, F.J. Yndurain (Michigan U. & Madrid, Autónoma U.). UM-TH-93-25, Sep 1993. 50pp. Published in Phys.Rev.D49:6007-6025,1994. e-Print: hep-ph/9310236
- Calculation of quarkonium spectrum and m(b), m(c) to order alpha-s**4. A. Pineda (Barcelona U.), F.J. Yndurain (Madrid, Autónoma U.). UB-ECM-PF-97-34, FTUAM-97-15, Nov 1997. 11pp. Published in Phys.Rev.D58:094022,1998. e-Print: hep-ph/9711287
- Precision determination of the pion form-factor and calculation of the muon g-2. J.F. De Troconiz, F.J. Yndurain (Madrid, Autónoma U.). FTUAM-01-08, May 2001. 28pp. Published in Phys.Rev.D65:093001,2002. e-Print: hep-ph/0106025
- Reconstruction of the Deep Inelastic Structure Functions from their Moments. F.J. Yndurain (CERN & Madrid, Autónoma U.). CERN-TH-2430, Nov 1977. 12pp. Published in Phys.Lett.B74:68,1978.
- Matter Instability In The Su(5) Unified Model Of Strong, Weak And Electromagnetic Interactions. C. Jarlskog, F.J. Yndurain (CERN). CERN-TH-2556, Sep 1978. 13pp. Published in Nucl.Phys.B149:29,1979.
- How To Look For Squark With The Anti-P P Collider. M.j. Herrero, Luis e. Ibanez, C. López, F.j. Yndurain (Madrid, Autónoma U.). 1983. Published in Phys.Lett.B132:199-201,1983.

- Behavior at x = 0, 1, sum rules and parametrizations for structure functions beyond the leading order C. López (Madrid, Autónoma U.), F.J. Yndurain (CERN). CERN-TH-2930, Aug 1980. 33pp. Published in Nucl.Phys.B183:157,1981.
- Behavior Of Deep Inelastic Structure Functions Near Physical Region Endpoints From Qcd. C. López, F.J. Yndurain (Madrid, Autónoma U.). FTUAM/79-08, Oct 1979. 41pp. Published in Nucl.Phys.B171:231,1980.
- Squark production and signals at the anti-p p collider. M.J. Herrero, Luis E. Ibanez, C. López, F.J. Yndurain (Madrid, Autónoma U.). FTUAM 84/9, Jun 1984. 9pp. Published in Phys.Lett.B145:430,1984.
- Computation Of The Relation Between The Quark Masses In Lattice Gauge Theories And On The Continuum. Antonio González Arroyo, F.J. Yndurain (Madrid, Autónoma U.), G. Martinelli (Frascati). LNF-82/33-P, May 1982. 7pp. Published in Phys.Lett.B117:437,1982, Erratum-ibid.B122:486,1983.
- Second Order Contributions To The Structure Functions In Deep Inelastic Scattering. Ii. Comparison With Experiment For The Nonsinglet Contributions To E, Mu Nucleon Scattering. Antonio González-Arroyo (CERN), C. López, F.J. Yndurain (Madrid, Autónoma U.). 1979. Published in Nucl.Phys.B159:512-527,1979.
- The Pion-pion scattering amplitude. J.R. Peláez (Madrid U.), F.J. Yndurain (Madrid, Autónoma U.). FTUAM-04-14, Nov 2004. 44pp. Published in Phys.Rev.D71:074016,2005. e-Print: hep-ph/0411334